# روزنهوک
روزنهوک (به هلندی: Reuzenhoek) یک منطقهٔ مسکونی در هلند است که در ترنئوزن واقع شده‌است. روزنهوک ۱۵۰ نفر جمعیت دارد.